# Liste der Straßennamen von Ebershausen
Die Liste der Straßennamen von Ebershausen listet alle Straßennamen von Ebershausen und den Ortsteilen – Seifertshofen und Waltenberg – auf.

## Liste geordnet nach den Orten
In dieser Liste werden die Straßennamen den einzelnen Orten zugeordnet und kurz erklärt.

### Ebershausen
| Straßenname           |                                                                                               |
| --------------------- | --------------------------------------------------------------------------------------------- |
| An der Linde          | benannt nach der Dorflinde                                                                    |
| Babenhauser Straße    | benannt nach dem Markt Babenhausen, in den die Verlängerung dieser Straße führt (B 300)       |
| Birkenstraße          | benannt nach der Baumart Birke                                                                |
| Brühlstraße           | benannt nach den feuchten Wiesen im Tal des Haselbachs; „Brühl“ bedeutet sumpfige Wiese       |
| Buchenstraße          | benannt nach der Baumart Buche                                                                |
| Ernst-Weckerle-Straße |                                                                                               |
| Fichtenweg            | benannt nach der Baumart Fichte                                                               |
| Gartenbergstraße      | benannt nach den Gärten, die es wohl in diesem Bereich gab                                    |
| Im Eichet             | benannt nach dem Flurnamen                                                                    |
| Kirchberg             | benannt nach dem Berg auf dem die Kirche von Ebershausen steht                                |
| Kirchhaslacher Straße | benannt nach dem Dorf Kirchhaslach, in das die Verlängerung dieser Straße führt               |
| Krautgartenweg        | benannt nach den Gärten, die es wohl in diesem Bereich gab; Krautgarten bedeutet Gemüsegarten |
| Krumbacher Straße     | benannt nach der Stadt Krumbach, in die die Verlängerung dieser Straße führt (B 300)          |
| Lerchenstraße         | benannt nach der Vogelart der Lerche                                                          |
| Molkereiweg           | benannt nach der Ebershauser Molkerei                                                         |
| Mühlgasse             | benannt nach der Ebershauser Mühle                                                            |
| Sandberg              | benannt nach dem Flurnamen                                                                    |
| Seifertshofer Straße  | benannt nach dem Dorf Seifertshofen, in das die Verlängerung dieser Straße führt              |
| Weiherberg            | benannt nach einem Flurnamen                                                                  |
| Zaiertshofer Straße   | benannt nach dem Dorf Zaiertshofen, in das die Verlängerung dieser Straße führt               |

### Seifertshofen
| Straßenname         | |
| ------------------- | --------------------------------------------------------------------------------------------------- |
| Bergstraße          | benannt nach dem Günzberg zwischen den Tälern von Günz und dem Haselbach                            |
| Haldeweg            | benannt nach der ehemaligen Halde des Dorfes                                                        |
| Haseltalstraße      | benannt nach dem Tal des Haselbachs                                                                 |
| Nattenhauser Straße | benannt nach dem Dorf Nattenhausen, in das die Verlängerung dieser Straße führt (Kreisstraße GZ 13) |
| Sankt-Ulrich-Straße | benannt nach dem Hl. Ulrich, dem Patron der Kirche von Seifertshofen                                |
| Sankt-Vitus-Weg     | benannt nach dem Hl. Vitus                                                                          |

### Waltenberg
| Straßenname    |                                                              |
| -------------- | ------------------------------------------------------------ |
| Am Berg        |                                                              |
| Am Trog        |                                                              |
| Kapellenstraße | benannt nach der Kapelle von Waltenberg                      |
| Lindenstraße   | benannt nach der Baumart Linde beziehungsweise der Dorflinde |
| Waldblick      |                                                              |

## Alphabetische Liste
In Klammern ist der Ort angegeben, in dem die Straße ist.
| - Am Berg (Waltenberg) - Am Trog (Waltenberg) - An der Linde (Ebershausen) - Babenhauser Straßen (Ebershausen) - Bergstraße (Seifertshofen) - Birkenstraße (Ebershausen) - Brühlstraße (Ebershausen) - Buchenstraße (Ebershausen) - Ernst-Weckerle-Straße (Ebershausen) - Fichtenweg (Ebershausen) - Gartenbergstraße (Ebershausen) - Haldeweg (Seifertshofen) - Haseltalstraße (Seifertshofen) - Im Eichet (Ebershausen) | - Kapellenstraße (Waltenberg) - Kirchberg (Ebershausen) - Kirchhaslacher Straße (Ebershausen) - Krautgartenweg (Ebershausen) - Krumbacher Straße (Ebershausen) - Lerchenstraße (Ebershausen) - Lindenstraße (Waltenberg) - Molkereiweg (Ebershausen) - Mühlgasse (Ebershausen) - Nattenhauser Straße (Seifertshofen) - Sandberg (Ebershausen) - Sankt-Ulrich-Straße (Seifertshofen) - Sankt-Vitus-Weg (Seifertshofen) - Seifertshofer Straße (Ebershausen) - Waldblick (Waltenberg) - Weiherberg (Ebershausen) - Zaiertshofer Straße (Ebershausen) |

| ↑ Zurück zum Inhaltsverzeichnis |